# Anthology (Manowar)
Anthology, pubblicato nel 1997, è la seconda raccolta della band heavy metal-epic metal Manowar.

## Tracce
1. Manowar
2. Metal Daze
3. Fast Taker
4. Battle Hymns
5. All Men Play On 10
6. Sign of the Hammer
7. Fighting the World
8. Blow Your Speakers
9. Heart of Steel
10. Blood of the Kings
11. Violence and Bloodshed
12. Wheels of Fire
13. Metal Warriors
14. The Demon's Whip

## Formazione
- Karl Logan - chitarra
- Joey DeMaio - basso
- Scott Columbus - batteria
- Eric Adams - voce